# دینگ لیرن
دینگ لیرِن (انگلیسی: Ding Liren؛ زادهٔ ۲۴ اکتبر ۱۹۹۲) استادبزرگ شطرنج اهل چین و قهرمان سه دوره مسابقات کشوری چین و همچنین قهرمان قبلی جهان است. او صاحب رکورد ۲۹ پیروزی و ۷۱ تساوی بدون شکست بین اوت ۲۰۱۷ تا نوامبر ۲۰۱۸ است که طولانی‌ترین روند بی‌شکستی در بالاترین سطح شطرنج به‌شمار می‌رفت تا این که این رکورد در سال ۲۰۱۹ توسط مگنوس کارلسن نروژی شکسته شد. وی در می۲۰۲۳، به مقام قهرمانی جهان دست یافت.
او در تاریخ ۳۰ آوریل سال ۲۰۲۳، پس از کناره گیری کارلسن از مسابقه، با شکست دادن  یان نپومنیاشی در نبردی دشوار توانست به قهرمانی مگنوس کارلسن در مسابقات قهرمانی جهان  پایان دهد.
او در سال ۲۰۲۴ از داماراجو گوکش شکست خورد و قهرمانی جهان را از دست داد. 